# Корнукопианцы
Корнукопианцы (от лат. cornucopia — рог изобилия) — оптимисты, которые верят, что на Земле достаточно ресурсов, чтобы обеспечить существование растущего населения, что технологические достижения обеспечат замену исчерпаемым ресурсам. Корнукопианство противопоставляется мальтузианству.
Ключевые идеи теории «рога изобилия» были изложены Джулианом Саймоном в книге «Неисчерпаемый ресурс», изданной в 1981 году. Саймон писал, что дефицит какого-либо ресурса вызывает рост цен, а это стимулирует изобретателей и предпринимателей искать технологические инновации, которые решают проблему на качественно новом уровне. Ресурсы ценны не сами по себе, ценность им придают технологии их преобразования в жизненные блага.
Саймон заключил пари с Полом Эрлихом по поводу цены на пять видов металлов через десять лет. Эрлих утверждал, что их цена вырастет, так как их запасов станет меньше, а Саймон предсказывал, что они подешевеют, так как их будут заменять другими материалами. В результате Саймон выиграл пари в отношении всех пяти металлов.
Корнукопианцы указывают на целый ряд примеров, когда в условиях дефицита какого-либо ресурса ему находилась замена. Так, после энергетического кризиса 1979 года, когда цены на нефть резко возросли, в Канаде начался быстрый рост добычи нефти из битумных песков, что ранее было экономически нерентабельным. В ЮАР в ответ на экономическое эмбарго из-за апартеида началось производство синтетического жидкого топлива из угля. На Кубе, которая зависела от импорта нефти из СССР, после распада СССР и сокращения поставок нефти было увеличено производство этанола из сахарного тростника для использования в качестве топлива.